# Radoslav Filipović
Radoslav Filipović (Novi Sad, 19 de agosto de 1997) é um jogador de polo aquático sérvio.

## Carreira
Filipović jogou na Romênia pelo CSM Digi Oradea em 2024. Ele ficou em segundo lugar com a seleção júnior da Sérvia no Campeonato Mundial Júnior de 2017.
Estreou-se pela seleção nacional no Campeonato Europeu de 2024, os sérvios ficaram em sétimo lugar. Na Copa do Mundo de Doha, um mês depois, os sérvios perderam nas quartas de final para os croatas e terminaram em sexto.
Nos Jogos Olímpicos de Verão de 2024, em Paris, conquistou a medalha de ouro no torneio masculino do polo aquático, após vencer na final confronto contra a equipe croata por 13–11.